# Cruysboomkapel

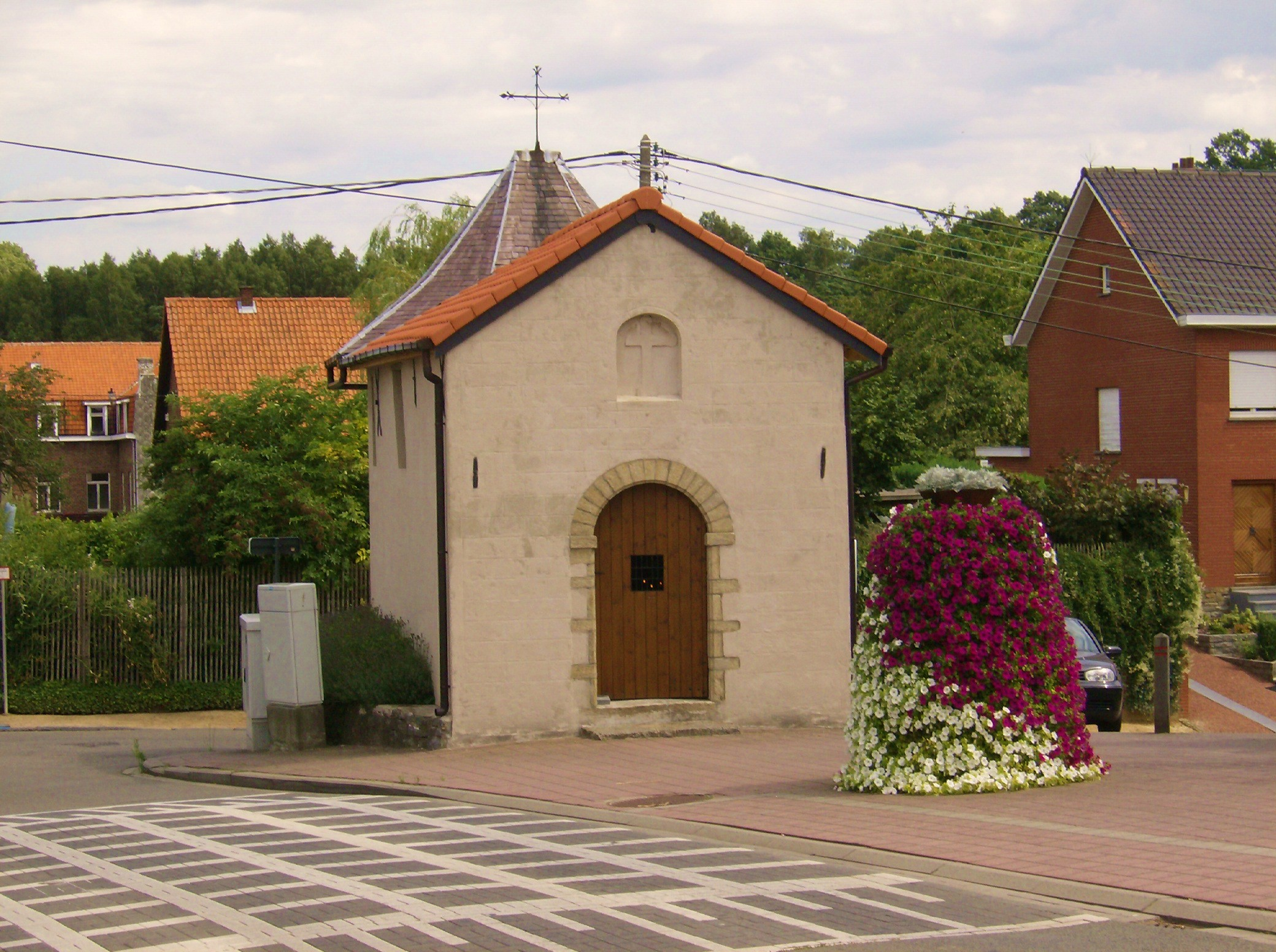
Cruysboomkapel

De Cruysboomkapel of Kapel Onze-Lieve-Vrouw van Lourdes te Laag-Eizer is een betreedbare kapel die zich bevindt aan het kruispunt van de Ballingstraat en de Duisburgsesteenweg.
De huidige kapel is 19e-eeuws en is gewijd aan Onze-Lieve-Vrouw van Lourdes. De omlijsting van de ingangspoort is vermoedelijk 18e-eeuws. Boven het koor is een tentdak geplaatst, dat oogt als een laag torentje.